# Róisín Murphy
Pour les articles homonymes, voir Murphy et Roisin (homonymie).
Róisín Marie Murphy (née le 5 juillet 1973 à Arklow) est une chanteuse irlandaise. Elle est d'abord connue comme membre du groupe de musique électronique Moloko, avant d'entreprendre une carrière solo.

## Biographie
Róisín Murphy forme le groupe Moloko avec Mark Brydon, rencontré lors d'une soirée en 1995. Le duo, qui est aussi un couple, se sépare en 2003 après quatre albums. Parallèlement à son travail au sein de Moloko, Róisín Murphy participe comme vocaliste à plusieurs projets avec différents artistes comme Boris Dlugosch ou Handsome Boy Modeling School. Son premier album solo Ruby Blue, sort au Royaume-Uni en 2005 précédé de trois disques (Sequins 1, 2 et 3), et aux États-Unis en 2006. En mai 2006, Róisín Murphy annonce avoir signé avec EMI.
La chanson Ruby Blue et plusieurs titres de l'album sont utilisés dans la bande-son de la série télévisée Grey's Anatomy. L'album Overpowered sort en 2007, précédé d'un titre du même nom. Les titres Let Me Know, You Know Me Better et Movie Star sortent également en single.
Róisín Murphy participe à divers projets et sort plusieurs singles en solo les années suivantes, dont notamment Demon Lover, Momma's Place et Orally Fixated (2009), Boadicea avec DJ Mason (2011), ou Golden Era avec David Morales, Simulation, Flash of Light avec Luca C and Brigante, Look Around You avec Boris Dlugosch (2012). En mai 2014, Róisín Murphy publie un EP de 6 morceaux de classiques de la chanson italienne intitulé Mi Senti. En janvier 2015, elle annonce la parution prochaine d'un nouvel album, Hairless Toys, le premier depuis 8 ans. Il comprend 8 morceaux, et sort le 18 mai 2015.
En juillet 2023, elle rejoint la chanteuse britannique Jessie Ware dans une version colorée de sa chanson Freak Me Now, issu de l'album That! Feels Good! paru en 2023.

## Discographie

### Albums studio
| Année | Album                | Positions | Positions       | Positions       | Positions | Positions | Positions | Positions | Positions | Positions | Positions | Positions   |
| Année | Album                | Autriche  | Région flamande | Région wallonne | Europe    | Finlande  | France    | Allemagne | Irlande   | Pays-Bas  | Suisse    | Royaume-Uni |
| ----- | -------------------- | --------- | --------------- | --------------- | --------- | --------- | --------- | --------- | --------- | --------- | --------- | ----------- |
| 2005  | Ruby Blue            | 50        | 7               | —               | 80        | 29        | —         | 43        | —         | 49        | 43        | —           |
| 2007  | Overpowered          | 35        | 4               | 34              | 30        | 28        | 154       | 57        | 51        | 13        | 32        | 20          |
| 2015  | Hairless Toys        | —         | —               | —               | —         | —         | —         | —         | —         | —         | —         | —           |
| 2016  | Take Her Up to Monto | —         | —               | —               | —         | —         | —         | —         | —         | —         | —         | —           |
| 2020  | Róisín Machine       | —         | —               | —               | —         | —         | —         | —         | —         | —         | —         | —           |
| 2023  | Hit Parade           | —         | —               | —               | —         | —         | —         | —         | —         | —         | —         | —           |

### Compilations et albums live
| Année | Album                     | Positions | Positions       | Positions       | Positions | Positions | Positions | Positions | Positions | Positions | Positions | Positions   |
| Année | Album                     | Autriche  | Région flamande | Région wallonne | Europe    | Finlande  | France    | Allemagne | Irlande   | Pays-Bas  | Suisse    | Royaume-Uni |
| ----- | ------------------------- | --------- | --------------- | --------------- | --------- | --------- | --------- | --------- | --------- | --------- | --------- | ----------- |
| 2021  | Crooked Machine (remixes) |           |                 |                 |           |           |           |           |           |           |           |             |

### Singles
| Année | Single                                | Positions | Positions | Positions | Positions | Positions | Positions | Positions | Positions | Positions |
| Année | Single                                | BEL       | BUL       | DEN       | EU        | FIN       | GER       | NED       | POL       | UK        |
| ----- | ------------------------------------- | --------- | --------- | --------- | --------- | --------- | --------- | --------- | --------- | --------- |
| 2001  | Never Enough (avec Boris Dlugosch)    | —         | —         | —         | —         | —         | —         | 73        | —         | 16        |
| 2002  | Wonderland (avec Psychedelic Waltons) | —         | —         | —         | —         | —         | —         | —         | —         | 37        |
| 2005  | If We're in Love                      | —         | —         | —         | —         | —         | —         | —         | —         | —         |
| 2005  | Sow Into You                          | —         | —         | —         | —         | —         | —         | —         | —         | —         |
| 2007  | Overpowered                           | 28        | 13        | 34        | —         | 10        | 86        | 44        | —         | 149       |
| 2007  | Let Me Know                           | 25        | 13        | —         | 82        | 11        | —         | 88        | 37        | 28        |
| 2008  | You Know Me Better                    | —         | —         | —         | —         | —         | —         | —         | —         | 47        |
| 2008  | Movie Star/Slave to Love              | —         | —         | —         | —         | —         | —         | —         | —         | 101       |
| 2009  | Orally Fixated                        | —         | —         | —         | —         | —         | —         | —         | —         | —         |
| 2010  | Momma's Place                         | —         | —         | —         | —         | —         | —         | —         | —         | —         |
| 2015  | Gone Fishing                          | —         | —         | —         | —         | —         | —         | —         | —         | —         |
| 2016  | Ten Miles High                        | —         | —         | —         | —         | —         | —         | —         | —         | —         |
| 2019  | Incapable                             | —         | —         | —         | —         | —         | —         | —         | —         | —         |
| 2020  | Murphy's Law                          | —         | —         | —         | —         | —         | —         | —         | —         | —         |
| 2020  | Something More                        | —         | —         | —         | —         | —         | —         | —         | —         | —         |